# جالیاتو
جالیاتو (به ایتالیایی: Gagliato) یک کومونه در ایتالیا است که در استان کاتانزارو واقع شده‌است.

## خصوصیات
جالیاتو ۶ کیلومترمربع مساحت و ۵۱۵ نفر جمعیت دارد و ۴۸۰ متر بالاتر از سطح دریا واقع شده‌است.